# Kościół św. Wojciecha Biskupa w Wilkowyi
Kościół świętego Wojciecha Biskupa w Wilkowyi – rzymskokatolicki kościół parafialny należący do parafii pod tym samym wezwaniem (dekanat Żerków diecezji kaliskiej).
Kościół został zbudowany w latach 1853-1858 i ufundowany przez Radolińskich. Został wzniesiony z cegły w stylu neogotyckim, charakterystycznym dla ówczesnego budownictwa sakralnego. Dopiero ponad pół wieku później, w 1913 roku, biskup poznański Edward Likowski konsekrował świątynię i nadał jej wezwanie św. Wojciecha.
W latach 60. XX wieku został zlikwidowany neogotycki ołtarz główny, który był umieszczony w kościele. W 2005 roku, dzięki staraniom ks. kan. Tadeusza Malchrowicza – proboszcza parafii, został przeprowadzony gruntowny remont kościoła. Zostały przywrócone do „życia” neogotyckie elementy wyposażenia (m.in. ambona i chrzcielnica). Został odrestaurowany barokowy konfesjonał, jedyny element, który zachował się z poprzedniej, drewnianej świątyni. Dziś można go oglądać i podziwiać płaskorzeźbione postacie – św. Marii Magdaleny, pokutnicy z krzyżem oraz św. Onufrego na drzwiczkach. Zostały zrekonstruowane również dwa neogotyckie ołtarze boczne, pod wezwaniem św. Barbary i pod wezwaniem Matki Bożej.
Ściana frontowa świątyni jest ozdobiona schodkowym szczytem z czworokątną wieżyczką i znajduje się w niej zwielokrotniony, ceglany portal, ujęty z obu stron przez przypory. Nad nim są umieszczone trzy ostrołukowe okna, obecnie zamurowane. Najważniejsza jednak jest tutaj nisza, w której znajduje się duża figura Matki Bożej.